# José Veras
José Enger Veras (né le 20 octobre 1980 à Saint-Domingue en République dominicaine) est un ancien lanceur de relève droitier de baseball. 
Il évolue dans la Ligue majeure de baseball de 2006 à 2014. 

## Carrière
José Veras est recruté comme agent libre amateur par les Devil Rays de Tampa Bay le 19 janvier 1998. Devenu agent libre à la fin de la saison 2004, il signe pour une saison chez les Rangers du Texas le 15 novembre 2004. Pendant ces contrats dans les organisations des Devil Rays et des Rangers, il se contente d'évoluer en Ligues mineures.
Veras rejoint les Yankees de New York le 12 décembre 2005 et débute en Ligue majeure le 5 août 2006. Il enregistre sa première victoire au plus haut niveau le 13 juin 2008.
Recruté par les Indians le 24 juin 2009, Véras rejoint l'effectif actif des Indians le 26 juin.
Veras signe comme agent libre avec les Marlins de la Floride pour la saison 2010. Il maintient avec son nouveau club une moyenne de points mérités de 3,75 en 48 manches lancées.
En janvier 2011, il signe un contrat des ligues mineures avec les Pirates de Pittsburgh. Il maintient une moyenne de points mérités de 3,80 en 71 manches lancées en 79 matchs pour les Pirates.
Le 12 décembre 2011, Pittsburgh échange Veras aux Brewers de Milwaukee en retour du joueur de troisième but Casey McGehee.
Veras lance 72 parties pour les Brewers en 2012 et affiche une moyenne de points mérités de 3,63 en 67 manches lancées. Il enregistre 79 retraits sur des prises, réussit un sauvetage, mérite 5 victoires et encaisse 4 défaites.
Le 21 décembre 2012, il signe un contrat d'un an à deux millions de dollars avec les Astros de Houston. Malgré 4 défaites en autant de décisions, il affiche une moyenne de points mérités de 2,93 en 43 manches au monticule pour Houston en 2013. Il effectue 42 sorties et est le stoppeur des Astros avec 19 sauvetages. Le 29 juillet 2013, il est transféré aux Tigers de Détroit contre le lanceur droitier des ligues mineures David Paulino et le voltigeur des ligues mineures Danry Vasquez. Il maintient une moyenne de 3,20 en 25 apparitions au monticule et 19 manches et deux tiers lancées en fin de saison 2013 chez les Tigers. Sa fiche pour 2013 est d'aucune victoire, 5 défaites, avec une moyenne de 3,02 en 62 manches et deux tiers lancées et 67 parties jouées pour Houston et Détroit. Pour ces derniers, il maintient une moyenne de 3,60 en 5 manches lancées dans les séries éliminatoires contre Oakland et Boston.
Le 27 décembre 2013, Veras s'entend pour un an avec les Cubs de Chicago. Sa moyenne de points mérités s'élève à 8,01 après 12 matchs et 13 manches et un tiers lancées pour les Cubs en 2014. L'équipe le libère de son contrat le 10 juin et il est rapatrié par Houston cinq jours plus tard. Chez les Astros, il remporte ses 4 décisions, réalise un sauvetage et maintient une bonne moyenne de 3,03 points mérités accordés par partie en 34 matchs et 32 manches et deux tiers de travail. Il complète ainsi sa saison 2014 avec une fiche victoires-défaites de 4-1, une moyenne de 4,50 en 46 matchs et 50 retraits sur des prises en 46 manches lancées au total pour les Cubs et les Astros.
Il est retranché du camp d'entraînement des Braves d'Atlanta le 19 mars 2015.

## Statistiques
| Saison | Équipe     | G   | GS | CG | SHO | V  | D | SV | IP    | SO  | ERA  |
| ------ | ---------- | --- | -- | -- | --- | -- | - | -- | ----- | --- | ---- |
| 2006   | NY Yankees | 12  | 0  | 0  | 0   | 0  | 0 | 1  | 11.0  | 6   | 4,09 |
| 2007   | NY Yankees | 9   | 0  | 0  | 0   | 0  | 0 | 2  | 9.1   | 7   | 5,79 |
| 2008   | NY Yankees | 60  | 0  | 0  | 0   | 5  | 3 | 0  | 57.2  | 63  | 3,59 |
| 2009   | NY Yankees | 25  | 0  | 0  | 0   | 3  | 1 | 0  | 25.2  | 18  | 5,96 |
| 2009   | Cleveland  | 22  | 0  | 0  | 0   | 1  | 2 | 0  | 24.2  | 22  | 4,38 |
| 2010   | Floride    | 48  | 0  | 0  | 0   | 3  | 3 | 0  | 48.0  | 54  | 3,75 |
| Totaux | Totaux     | 176 | 0  | 0  | 0   | 12 | 9 | 3  | 176.1 | 170 | 4,24 |

| Saison | Équipe     | G | GS | CG | SHO | V | D | SV | IP  | SO | ERA  |
| ------ | ---------- | - | -- | -- | --- | - | - | -- | --- | -- | ---- |
| 2007   | NY Yankees | 2 | 0  | 0  | 0   | 0 | 0 | 0  | 0.2 | 0  | 0,00 |
| Totaux | Totaux     | 2 | 0  | 0  | 0   | 0 | 0 | 0  | 0.2 | 0  | 0,00 |

Note: G = Matches joués ; GS = Matches comme lanceur partant ; CG = Matches complets ; SHO = Blanchissages ; 
V = Victoires ; D = Défaites ; SV = Sauvetages ; IP = Manches lancées ; SO = retraits sur des prises ; ERA = Moyenne de points mérités.